# Alfons Stumpf
Alfons Stumpf (* 21. November 1949 in Attendorn) ist ein ehemaliger deutscher Kommunalpolitiker (SPD). Er war von 1994 bis 2009 Bürgermeister der Stadt Attendorn.
Seit dem 1. November 1969 ist Alfons Stumpf Mitglied der SPD. Er gehörte bereits 19 Jahre lang dem Stadtrat an, ehe er 1994 zum Bürgermeister gewählt. Als persönliches Ziel seiner Bürgermeistertätigkeit formulierte er ein starkes Gewerbe bei zugleich hohem Wohn- und Freizeitwert. Im Brauchtum sah er einen wichtigen Beitrag zur Identität einer Stadt. Durch seine Wiederwahl 1999 wurde er der erste hauptamtliche Bürgermeister der Stadt Attendorn. Bei seiner letzten Wahl 2004 erreichte er 70,5 Prozent der Stimmen. Bei der Kommunalwahl im Jahr 2009 trat er nicht mehr an. Zum Nachfolger wurde der parteilose Wolfgang Hilleke gewählt. 
Nach einem einstimmigen Ratsbeschluss vom 11. November 2009 wurde Alfons Stumpf am 19. Februar 2010 in einem Festakt zum Ehrenbürgermeister ernannt. Außerdem wurde ihm 2009 der Ehrenring der Stadt Attendorn verliehen.
Der Diplom-Rechtspfleger wirkte vor seiner Amtszeit als Bürgermeister als Geschäftsleiter des Amtsgerichts Lüdenscheid. Er ist in verschiedenen Vereinen seiner Heimatstadt aktiv. 1987 wurde er Scheibenkönig der Schützengesellschaft Attendorn.